# Ɐ
Cette page contient des caractères spéciaux ou non latins. S’ils s’affichent mal (▯, ?, etc.), consultez la page d’aide Unicode.
Le a culbuté (capitale : Ɐ, minuscule : ɐ) est une lettre additionnelle qui est utilisée en koalib et qui était utilisée dans l'écriture du cornique d’Edward Lhuyd. Sa forme minuscule est également utilisée par l'alphabet phonétique international.
Sa graphie est l'image par une rotation d'un demi-tour du a latin autant en forme minuscule qu’en forme majuscule.

## Utilisation

### Cornique

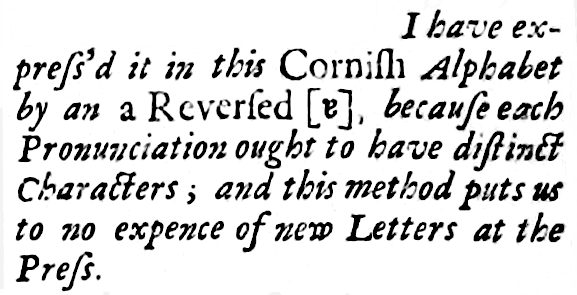
Le a culbuté présenté par Edward Lhuyd dans Archaeologia Britannica publié en 1707.
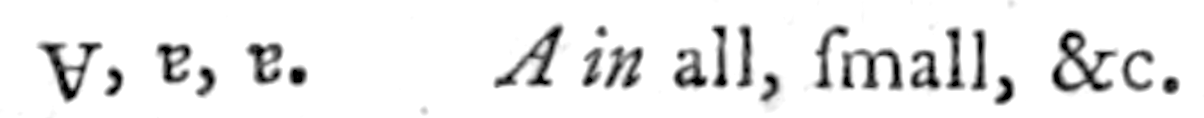
Le a culbuté dans William Pryce, Archaeologia Cornu-Britannica, 1790.

Le a culbuté est utilisé dans l’orthographe semiphonétique cornique d’Edward Lhuyd au XVIIe siècle pour représenter un voyelle mi-ouverte postérieure arrondie /ɔ/. On la retrouve notamment dans Archæologia Cornu-Britannica de William Pryce (en) publié en 1790.

### Koalib
En koalib, le a culbuté et ses formes accentuées sont utilisés dans la transcription phonologique de Nicolas Quint dans certains ouvrages publiés depuis 2006.

### Latin
Le a majuscule culbuté a été utilisé en latin, notamment dans les inscriptions épigraphiques, comme abréviation du nom Aurelia, les lettres inversées étant souvent utilisées dans des abréviations de mots ou noms féminins.

### Otomi
Le a culbuté a été utilisé dans l’orthographe otomie utilisée dans Catecismo y declaracion de la doctrina cristiana en lengua otomí publié par Joaquín López Yepes en 1826.

### Linguistique
En 1817 et 1821, le Danois Jakob Hornemann Bredsdorff (da) utilise le a culbuté ‹ ɐ › dans ses travaux de linguistiques,.
Dans les années 1890, Philipp Lenz utilise l’alpha culbuté ‹ ɐ › dans sa transcription phonétique pour représenter une voyelle a très courte.
En 1882, August Western (no) utilise le a culbuté ‹ ɐ › dans un description phonétique de l’anglais, pour la voyelle de but. Cet usage se retrouve aussi 
Mikołaj Akielewicz utilise le a culbuté ‹ ɐ › dans une grammaire lituanienne publiée en polonais en 1890.
Le a culbuté ‹ ɐ › a été utilisé dans le dictionnaire anglais-norvégien de Theodor Gleditsch publié en 1911.
La lettre minuscule ɐ représente une voyelle basse supérieure centrale dans l'alphabet phonétique international. Il est proposé en premier par Cloos en 1893 pour noter la voyelle de l’anglais first ou further, aujourd’hui notée [ɜ], et pour distinguer la voyelle neutre de l’anglais de la voyelle neutre du français et de l’allemande. Il est utilisé à la place de [ä] sur la couverture du Maître phonétique en 1896 et figure sous celle-ci comme voyelle mi-ouverte dans l’Exposé des principes de l’Association phonétique internationale de 1900.
En 1906, Othmar Meisinger utilise le ɐ dans son dictionnaire de l’allemand de Rappenau.
Heinrich Beisenherz utilise l’a culbuté ‹ ɐ › dans une étude du dialecte du nord-est de Dortmund en 1907.
En 1908, Ole Matson utilise le ɐ dans l’article « Fra Solørs Finskog », publié dans le journal Norvegia, pour représenter un voyelle mi-ouverte postérieure arrondie /ɔ/ dans sa transcription du dialecte skogfinn de Solør (en).
La lettre majuscule ‹ Ɐ › est utilisé par Cornelius Bradley dans un article de 1924 sur les sons et l’écriture du thaï et Charles Hubert Armbruster dans une grammaire du dongolawi publiée en 1960 pour représenter le coup de glotte.

### Mathématiques
Le symbole ∀, ressemblant à la capitale a culbuté, est le symbole du quantificateur universel en mathématiques. Il se prononce « pour tout » et vient de l'allemand für alle, qui signifie « pour tout »,.

## Représentation informatique
Le a culbuté peut être représenté avec les caractères Unicode suivant (Alphabet phonétique international, Latin étendu C)
| formes    | représentations | chaînes de caractères | points de code | descriptions                      |
| --------- | --------------- | --------------------- | -------------- | --------------------------------- |
| capitale  | Ɐ               | Ɐ                     | U+2C6F         | lettre majuscule latine a culbuté |
| minuscule | ɐ               | ɐ                     | U+0250         | lettre minuscule latine a culbuté |